# Zhuge Liang
Zhuge Liang (諸葛亮T, 诸葛亮S, Zhūgě LiàngP, Chu1-ko3 Liang4W), nome di cortesia Kongming (孔明T, 孔明S, KǒngmíngP, Kung3-ming2W) (Yinan, 181 – Pianure di Wuzhang, 234) è stato un generale e stratega cinese.
Era il Primo Ministro di Shu durante il periodo dei Tre Regni in Cina. È spesso ricordato come il più grande e dotato stratega della sua era.
Spesso dipinto con una tunica e un ventaglio di penne di gru, Zhuge non era solo un importante stratega militare e uomo di stato; era anche un dotato studioso e inventore. La sua reputazione di intelligente e colto studioso cresceva anche mentre viveva in relativa reclusione, dandogli il nome di "Wòlóng" (臥龍, o "Drago Dormiente"). Zhuge Liang è raffigurato nel Wu Shuang Pu di Jin Guliang (無雙譜, Tavola degli eroi incomparabili).
Zhuge è un raro cognome composto da due caratteri. Il suo nome è diventato sinonimo di intelligenza e tattica nella cultura cinese.
Comparve nell'anime "Inazuma Eleven Go Chrono Stone" nei panni di una donna stratega.

## Vita

### Giovinezza
Zhuge Liang nacque a Yangdu (陽都) in Langya (琅琊), ora Yinan (沂南), nella provincia dello Shandong. Era il secondo di tre fratelli e rimase orfano in giovane età; sua madre morì quando aveva nove anni e suo padre quando ne aveva dodici. Suo zio crebbe lui e le sue sorelle. Quando Cáo Cāo invase Shandong nel 195, la sua famiglia fu costretta a fuggire a sud e suo zio morì poco dopo di malattia.

Entrambe le sue sorelle erano sposate con membri di importanti famiglie con numerose relazioni nella zona. Per dieci anni abitò a Longzhong (隆中; ora provincia di Hubei) con i fratelli Zhuge Jin e Zhuge Jun (諸葛均), vivendo una tranquilla vita di campagna, coltivando di notte e studiando di giorno. 

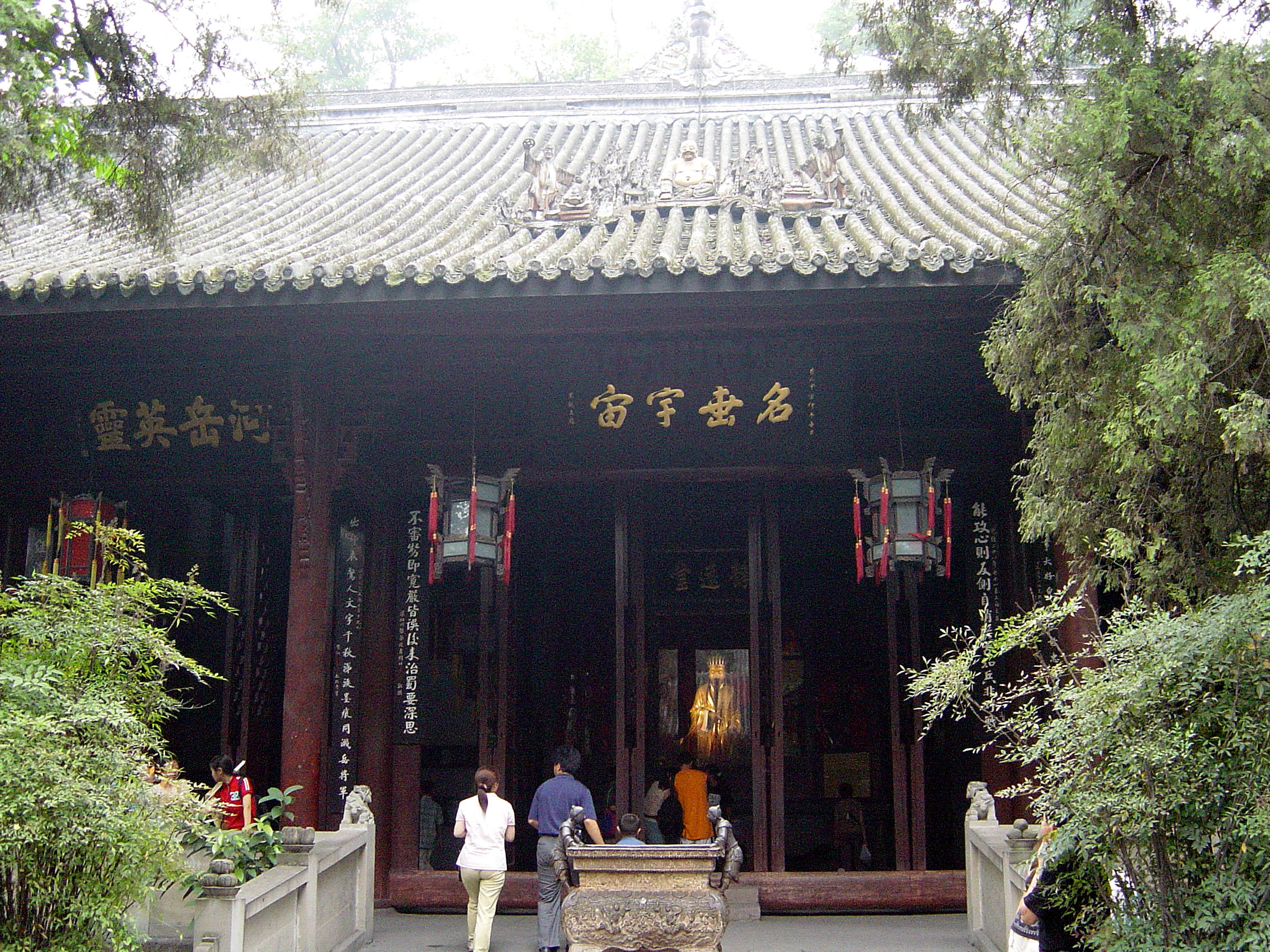
Il Tempio del Marchese di Wu a Chengdu, luogo di lavoro di Zhuge Liang.

Sviluppò amicizie con gli intellettuali locali. La sua reputazione crebbe e venne nominato "Drago Dormiente", ad indicare la sua saggezza in vari campi e i suoi nobili punti di vista. Sposò la figlia di Huang Chengyan, la cui moglie era la sorella di Lady Cai (moglie del signore della guerra Liu Biao e sorella di Cai Mao). Si dice che il nome della moglie di Zhuge Liang fosse Huang Yueying. La famiglia Huang aveva anche rapporti con diversi altri importanti clan della regione.

### La scalata al successo
Il signore della guerra Liu Bei viveva nella vicina città di Xiangyang. Zhuge Liang si unì a Liu Bei nel 207 dopo che Liu Bei venne in visita personalmente da lui per tre volte. Zhuge Liang presentò il suo piano per Longzhong a Liu Bei e si avviò verso Wu per formare un'alleanza fra il suo governatore Sun Quan e Liu Bei.
Nella Battaglia di Chibi del 208, le armate alleate di Liu Bei e Sun Quan sconfissero Cao Cao, così Liu Bei riuscì a creare il suo regno. Il romanzo storico Romanzo dei Tre Regni dice che Zhuge Liang chiamò un vento da sud est per permettere a Huang Gai di mettere in atto un attacco incendiario alle navi di Cao Cao. In realtà, comunque, fu Zhou Yu ad ideare il piano. Secondo la tradizione, il vento è stato attribuito sia alla magia di Zhuge Liang sia alla sua abilità di fare accurate previsioni sul clima.
L'alleanza con Sun Quan venne rotta quando il generale Wu Lü Meng invase la provincia di Jing nel 219 mentre il suo protettore Guan Yu era alla Battaglia di Fancheng. Guan Yu venne catturato e decapitato dalle forze di Wu. Liu Bei era infuriato per la morte del suo fedele compagno e ignorò tutte le richieste dei suoi subordinati a tornare indietro. Condusse l'esercito contro Wu e venne sconfitto nella Battaglia di Yiling da Lu Xun. Liu morì nella fortezza di Baidicheng dopo un'umiliante ritirata verso i propri confini. Dopo la morte di Liu Bei, Zhuge Liang divenne il cancelliere di Shu Han sotto Liu Shan, figlio di Liu Bei. Riaffermò l'alleanza con i Wu. Malgrado la richiesta di Liu Bei di far assumere a Zhuge Liang il controllo di Shu qualora Liu Shan si fosse dimostrato un leader incompetente, Zhuge declinò l'offerta e continuò a servire Liu Shan con impeccabile lealtà.

### Spedizione a Sud
Durante il suo regno come reggente, Zhuge Liang pose come obiettivo di Shu di ripristinare la Dinastia Han, che secondo il loro punto di vista era stata usurpata da Wei. Zhuge Liang capì che prima di attaccare Wei, era necessaria una completa riunione di Shu Han. Era preoccupato che le tribù di Nanman nel sud potessero ribellarsi e premere nei dintorni della capitale a Chengdu mentre stava guidando le armate ad attaccare i Wei a nord. Zhuge Liang decise così di occuparsi prima del sud.
Ma Su, fratello di Ma Liang, propose a Zhuge Liang di conquistare la fiducia delle popolazioni Nanman e sfruttare il loro supporto invece di usare la forza militare per sottometterli tutti. Zhuge Liang ignorò il consiglio di Ma Su e sconfisse il leader ribelle, Meng Huo, per sette volte, liberandolo ogni volta.
Meng Huo accettò di unirsi a Zhuge Liang in una genuina acquiescenza. Zhuge Liang lo pose a governatore della regione per ottenere la felicità della popolazione ed assicurare i confini Shu a sud. Questo significava che la spedizione a nord di Zhuge Liang si sarebbe svolta senza disordini interni. Zhuge Liang ottenne inoltre delle risorse dal sud e in seguito iniziò il suo attacco al nord.

### I Nanman
I cosiddetti barbari del sud erano antichi popoli indigeni che vivevano nell'entroterra meridionale e Sud-Occidentale della Cina, principalmente intorno alla valle del fiume Yangtze. I Nanman includevano più gruppi etnici, probabilmente legati ai predecessori dei moderni popoli Zhuang, Tai, Miao (Hmong) e gruppi sino-tibetani non cinesi come il popolo Bai.

### Spedizione a Nord
Dal 228 fino alla sua morte nel 234, Zhuge Liang comandò cinque diverse spedizioni contro Wei, ma fallirono tutte tranne una. I fallimenti erano di solito causati da scarsità o esaurimento di scorte di cibo piuttosto che dalle sconfitte militari. L'unico guadagno permanente fu la conquista di Wudu (武都) e Yinping (陰平).
Durante la prima spedizione a nord, Zhuge Liang convinse Jiang Wei di Wei a disertare e unirsi a Shu. Jiang Wei sarebbe diventato uno dei migliori ufficiali di Shu ed ereditò gli ideali di Zhuge Liang. Nella quinta spedizione, Zhuge morì di malattia nell'accampamento nella Battaglia delle Pianure di Wuzhang all'età di 54 anni. Su raccomandazione di Zhuge, Liu Shan commissionò Jiang Wan a succedergli come reggente.
Nel Romanzo dei Tre Regni, Zhuge Liang tentò di allungare la durata della sua vita di vent'anni. Fallì poiché il rituale venne disturbato da Wei Yan, che si precipitò ad avvisarlo dell'avanzare delle truppe di Wei. Il romanzo riporta anche una storia di Zhuge Liang che consegna i 24 Volumi di Strategia Militare (兵法二十四篇) a Jiang Wei prima della propria morte.

## Riferimenti nella cultura di massa
Zhuge Liang è il protagonista della serie manga e anime del 2022 Paripi kōmei, che lo vede rinascere in una Tokyo moderna subito dopo la sua dipartita.